# Acronia pretiosa
Acronia pretiosa är en skalbaggsart som beskrevs av Schultze 1917. Acronia pretiosa ingår i släktet Acronia och familjen långhorningar.
Artens utbredningsområde är Filippinerna. Inga underarter finns listade i Catalogue of Life.